# Universidade Radboud de Nimega
A Universidade Radboud de Nimega (em neerlandês: Radboud Universiteit, anteriormente Roomsch Katholieke Universiteit Nijmegen) é uma instituição de ensino superior pública neerlandesa, localizada em Nimega, nos Países Baixos. A universidade leva o nome do bispo Radboud, conhecido no século IX pelo apoio aos povos marginalizados.
Fundada em 1923, tem sido consistentemente incluída entre as 150 melhores universidades do mundo por quatro das principais tabelas de classificação de instituições desse nível. Em 2020, ocupava o 105º lugar no Ranking Acadêmico de Universidades. Internacionalmente, é conhecida por sua forte produção de pesquisa. O campus hospeda o Instituto Max Planck de Psicolinguística, um centro de pesquisa de classe mundial dedicado à compreensão da linguagem humana e da comunicação.